# العلاقات العراقية البلجيكية
العلاقات العراقية البلجيكية هي العلاقات الثنائية التي تجمع بين العراق وبلجيكا.

## مقارنة بين البلدين
هذه مقارنة عامة ومرجعية للدولتين:
| وجه المقارنة                                              | العراق                       | بلجيكا                                                                              |
| --------------------------------------------------------- | ---------------------------- | ----------------------------------------------------------------------------------- |
| المساحة (كم2)                                             | 437.07 ألف                   | 30.53 ألف                                                                           |
| عدد السكان (نسمة)                                         | 38.27 مليون                  | 11.37 مليون                                                                         |
| الكثافة السكانية (ن./كم²)                                 | 87.56                        | 372.42                                                                              |
| العاصمة                                                   | بغداد                        | بروكسل                                                                              |
| اللغة الرسمية                                             | اللغة العربية، اللغة الكردية | اللغة الهولندية، لغة فرنسية، اللغة الألمانية                                        |
| العملة                                                    | دينار عراقي                  | يورو، فرنك بلجيكي                                                                   |
| الناتج المحلي الإجمالي (بليون دولار)                      | 197.72 مليار                 | 492.68 مليار                                                                        |
| الناتج المحلي الإجمالي (تعادل القوة الشرائية) بليون دولار | 560.73 مليار                 | 514.74 مليار                                                                        |
| الناتج المحلي الإجمالي الاسمي للفرد دولار أمريكي          | 4.94 ألف                     | 40.32 ألف                                                                           |
| الناتج المحلي الإجمالي للفرد دولار أمريكي                 | 15.06 ألف                    | 43.44 ألف                                                                           |
| مؤشر التنمية البشرية                                      | 0.654                        | 0.890                                                                               |
| رمز المكالمات الدولي                                      | +964                         | +32                                                                                 |
| رمز الإنترنت                                              | .iq                          | .be                                                                                 |
| المنطقة الزمنية                                           | ت ع م+03:00، ت ع م+04:00     | توقيت وسط أوروبا، ت ع م+01:00، ت ع م+02:00، توقيت وسط أوروبا الصيفي، أوروبا/بروكسل ‏ |

## منظمات دولية مشتركة
يشترك البلدان في عضوية مجموعة من المنظمات الدولية، منها:
| علم المنظمة | اسم المنظمة                        | تاريخ انضمام العراق | تاريخ انضمام بلجيكا |
| ----------- | ---------------------------------- | ------------------- | ------------------- |
|             | الاتحاد البريدي العالمي            | ?                   | ?                   |
|             | مؤسسة التنمية الدولية              | 29 ديسمبر 1960      | 2 يوليو 1964        |
|             | منظمة حظر الأسلحة الكيميائية       | ?                   | ?                   |
|             | الأمم المتحدة                      | 21 ديسمبر 1945      | 27 ديسمبر 1945      |
|             | وكالة ضمان الاستثمار متعدد الأطراف | 6 أكتوبر 2008       | 18 سبتمبر 1992      |
|             | منظمة الشرطة الجنائية الدولية      | ?                   | ?                   |
|             | مؤسسة التمويل الدولية              | 27 ديسمبر 1956      | 27 ديسمبر 1956      |
|             | البنك الدولي للإنشاء والتعمير      | 27 ديسمبر 1945      | 27 ديسمبر 1945      |
|             | الاتحاد الدولي للاتصالات           | 12 نوفمبر 1928      | 1866                |
|             | يونسكو                             | 21 أكتوبر 1948      | 29 نوفمبر 1946      |

## أعلام
هذه قائمة لبعض الشخصيات التي تربطها علاقات بالبلدين:
- رشيد الرفاعي (دبلوماسي عراقي، 1 مايو 1929 – 3 سبتمبر 2009)

## وصلات خارجية
- موقع وزارة الخارجية العراقية
- موقع وزارة الخارجية البلجيكية